# Calgary Boomers
Die Calgary Boomers waren ein  kanadischer Fußballverein. In der Saison 1980/1981 spielten sie als Nachfolger der Memphis Rogues in der North-American-Soccer-League-Hallenliga, im folgenden Jahr (Saison 1981) auf normalem Großfeld ebenfalls in der NASL. Besitzer der Mannschaft war der kanadische Geschäftsmann Nelson Skalbania, der auch Eishockey-, American-Football- und andere Sportmannschaften besaß. Der Verein, der seine Spiele im damals 25.000 Zuschauer fassenden McMahon Stadium austrug, löste sich bereits zum Ende des Jahres 1981 wieder auf.
Der ehemalige deutsche Fußballspieler und heutige Trainer Jürgen Röber ist der wohl bekannteste ehemalige Spieler der Kanadier. Röber wechselte im Sommer 1981 vom FC Bayern München nach Calgary. Bereits im selben Jahr verließ Röber den Verein und schloss sich dem englischen Traditionsklub Nottingham Forest an, da der kanadische Verein zum Ende des Jahres 1981 seinen Spielbetrieb wieder einstellte. Im selben Jahr spielten auch Klaus Toppmöller, dreifacher Nationalspieler Deutschlands und späterer Bundesligatrainer u. a. bei Bayer Leverkusen, sowie Willi Reimann für die Boomers.